# Плејнвју (Калифорнија)
Плејнвју (енгл. Plainview) насељено је место без административног статуса у америчкој савезној држави Калифорнија.

## Демографија
По попису из 2010. године број становника је 945.
| Група             | 2000.    | 2010.       |
| Белци             | 0 (0,0%) | 62 (6,6%)   |
| Афроамериканци    | 0 (0,0%) | 8 (0,8%)    |
| Азијати           | 0 (0,0%) | 2 (0,2%)    |
| Хиспаноамериканци | 0 (0,0%) | 865 (91,5%) |
| Укупно            | 0        | 945         |